# Mares (entreprise)
Mares est un fabricant de matériel de plongée.

## Historique
Créé en 1949 par Ludovico Mares à Rapallo, Italie, l'entreprise fabriquait à l'origine des masques de plongée et des arbalètes de chasse sous-marine. L'entreprise s'est ensuite développée pour devenir un des plus grands fabricants de matériel de plongée, ayant fusionné avec le fabricant américain Dacor (en). En 2019, Mares est entré sur le marché des recycleurs avec le lancement de l'Horizon.